# جون فانينج واتسون
جون فانينج واتسون (بالإنجليزية: John Fanning Watson)‏ هو مؤرخ أمريكي، ولد في 13 يونيو 1779، وتوفي في 23 ديسمبر 1860.